# Ainhoa Campabadal
Ainhoa Campabadal Amezcua (Sabadell, 3 de junio de 2003) es una nadadora española que compitió en los Juegos Olímpicos de París 2024. Además posee varios récords de España de natación, como en la prueba de 4x50 m libre, 4x100 m libre, 4x200 m libre y 4x100 m estilos.
Estudia Veterinaria en la Universidad Autónoma de Barcelona.

## Trayectoria deportiva
Se formó en natación en el Club de Natación Caldes, antes de pasar al CN Sant Andreu. Desde 2016 entrena en el CAR de San Cugat.
Participó en los relevos femeninos de 4x100 libre y 4x200 libre en el Campeonato Mundial de Natación de 2023.
Fue seleccionada para participar en los Juegos Olímpicos de París 2024, donde compitió en el 4x200 libre junto a Alba Herrero, Paula Juste y María Daza.

### Competiciones internacionales
| Representando a España | Representando a España         | Representando a España | Representando a España | Representando a España  | Representando a España |
| Año                    | Competición                    | Sede                   | Puesto                 | Prueba                  | Marca                  |
| ---------------------- | ------------------------------ | ---------------------- | ---------------------- | ----------------------- | ---------------------- |
| 2022                   | Juegos Mediterráneos           | Bir El Djir (Argelia)  | 8.ª                    | 200 m libre             | 2:02.20                |
| 2022                   | Juegos Mediterráneos           | Bir El Djir (Argelia)  | 4.ª                    | 4x100 m libre           | 3:44.00                |
| 2022                   | Juegos Mediterráneos           | Bir El Djir (Argelia)  | 5.ª                    | 4x200 m libre           | 8:10.08                |
| 2022                   | Campeonato Europeo de Natación | Roma (Italia)          | 24.ª                   | 100 m libre             | 56.43                  |
| 2022                   | Campeonato Europeo de Natación | Roma (Italia)          | 14.ª                   | 200 m libre             | 2:01.34                |
| 2022                   | Campeonato Europeo de Natación | Roma (Italia)          | 28.ª                   | 400 m libre             | 4:22.94                |
| 2022                   | Campeonato Europeo de Natación | Roma (Italia)          | 7.ª                    | 4 x 100 m libre         | 3:41.01                |
| 2023                   | Campeonato Mundial de Natación | Fukuoka (Japón)        | 20.ª                   | 4 x 100 m estilos       | 4:05.85                |
| 2023                   | Campeonato Mundial de Natación | Fukuoka (Japón)        | 17.ª                   | 4 x 100 m libre (mixto) | 3:29.06                |
| 2023                   | Campeonato Mundial de Natación | Fukuoka (Japón)        | 14.ª                   | 4 x 200 m libre         | 8:03.62                |
| 2023                   | Campeonato Mundial de Natación | Fukuoka (Japón)        | 43.ª                   | 200 m libre             | 2:02.78                |
| 2023                   | Campeonato Mundial de Natación | Fukuoka (Japón)        | 16.ª                   | 4 x 100 m libre         | 3:42.53                |
| 2024                   | Juegos Olímpicos               | París (Francia)        | 15.ª                   | 4 x 200m libre          | 8:00.23                |

## Enaces externos
- Ainhoa Campabadal en Instagram
- Ainhoa Campabadal en RFEN
- Ainhoa Campabadal en JJ. OO.

- Datos: Q128692906